# Pisy
Pisy település Franciaországban, Yonne megyében. Lakosainak száma 80 fő (2022. január 1.). Pisy Corsaint, Bierry-les-Belles-Fontaines, Santigny, Vassy-sous-Pisy és Guillon-Terre-Plaine községekkel határos.

## Népesség
A település népességének változása:
| Lakosok száma | 61   | 65   | 72   | 76   | 79   | 80   | 81   | 81   | 80   |
|               | 2013 | 2015 | 2016 | 2017 | 2018 | 2019 | 2020 | 2021 | 2022 |